# Gedoogbeleid
Gedoogbeleid is het beleid van een bestuursorgaan om bepaalde groepen overtredingen van een wet of regeling niet te vervolgen. Men ziet af van het toepassen van handhavingsmiddelen.
Gedoogbeleid kan het gevolg zijn van het onvoldoende capaciteit van handhavende instanties om bepaalde wetten te handhaven, maar kan ook een bewuste keus zijn als een wet of de handhaving er van als niet zinvol wordt gezien, terwijl een wijziging of intrekking van de betreffende wet politiek te gevoelig ligt. Wereldwijd bekend is het Nederlandse gedoogbeleid rondom zogenaamde softdrugs, alhoewel maar weinig mensen zich er van bewust zijn dat hier sprake is van gedogen.

## Verschillende manieren
Het gedogen kan actief, passief of selectief gebeuren. Het actief of uitdrukkelijk gedogen wordt in een gedoogbeschikking vastgelegd, waarbij de burger zichzelf inhoudelijk kan informeren over toelaatbare gedragingen. Is het afgeven van een gedoogbeschikking nog niet mogelijk dan kan men ambtelijk gedogen. Bij passief of stilzwijgend gedogen heeft het bestuursorgaan kennis van een overtreding maar treft geen maatregelen en treedt niet handhavend op. Selectief gedogen gebeurt louter op operationeel niveau, wat handhavers speelruimte geeft om effectiever op te treden tegen overlastgevend gedrag. Preventie van ongewenst gedrag en minimalisatie van overlast voor de omgeving zijn hierbij de belangrijkste beweegredenen.

## Softdrugsbeleid
Het drugsbeleid in Nederland is een bekend voorbeeld van een gedoogbeleid. Formeel is iedereen die in het bezit is van welke hoeveelheid drugs dan ook strafbaar, maar de politie (en Openbaar Ministerie) treedt niet op tegen de handel in softdrugs die plaatsvindt in bestaande coffeeshops en indien er sprake is van bezit van een geringe hoeveelheid voor eigen gebruik (maximaal 5 gram) wanneer het gaat om hasj of wiet. Voor coffeeshops geldt dat een handelshoeveelheid van maximaal 500 gram gedoogd wordt, bij overtreding kan de zaak gesloten worden. Op deze manier probeert men een scheiding te handhaven tussen de handel in soft- en harddrugs en zodoende de softdrugs zoveel mogelijk buiten de criminaliteit te houden. Een niet te voorkomen probleem daarbij is de aanlevering van handelspartijen via de zgn. "achterdeur." Het bezit van maximaal drie tot vijf hennepplanten in de tuin wordt doorgaans niet vervolgd, maar ook deze planten kunnen wel degelijk in beslag genomen worden. In de praktijk geldt dat wanneer iemand vrijwillig afstand doet van bovengenoemde gebruikershoeveelheden, er in de praktijk niet tot vervolging overgegaan wordt. Indien de politie gedwongen wordt over te gaan tot inbeslagname omdat de eigenaar weigert vrijwillig afstand te doen, gaat het OM vaak wel over tot vervolging, ongeacht de hoeveelheid.
Er is een kentering in het gedoogbeleid te zien: het aantal coffeeshops daalde van 884 in 1999 naar 666 in 2009, tot 573 in 2016. Er zijn 101 gemeenten met coffeeshops.
Er zijn 105 gemeenten die nog een shop gedogen. In 4 gemeenten is er geen shop, maar zou die wel in het beleid passen. Ruim twee derde van de gemeenten hanteert een nultolerantiebeleid. Bijna een kwart hanteert een maximumbeleid.
Het Trimbos-instituut constateert dat de nederwiet in prijs is gestegen met 2 euro per gram tussen 2006 en 2009. Ook de sterkste variant is in prijs gestegen. De mogelijke intensivering van opsporing van wietteelt zou hieraan ten grondslag kunnen liggen.

## Openbare dronkenschap
Een ander bekend voorbeeld van gedoogbeleid is de omgang met openbare dronkenschap door handhavers. Hoewel het een strafbaar feit is, vindt handhaving alleen plaats indien er sprake is van ordeverstoring, overlast en/of gevaar voor de omgeving. Het is gebruikelijk om een geïntoxiceerd persoon te sommeren huiswaarts te gaan, in plaats van over te gaan tot verbalisatie. Hetzelfde is van toepassing op mensen die een fiets besturen onder invloed van alcohol.